# Ratnóc
Ratnóc (szlovákul Ratnovce) község Szlovákiában, a Nagyszombati kerületben, a Pöstyéni járásban.

## Fekvése
Pöstyéntől 4 km-re délre, a Vág bal partján fekszik.

## Története
1240-ben „Ratun" néven említik először.
Vályi András szerint: „RATNÓCZ. Tót falu Nyitra Vármegyében, földes Urai Gróf Brunszvik, és több Uraságok, lakosai katolikusok leginkább, fekszik Szokolóczhoz nem meszsze, és annak filiája, határja tágas, és jó termékenységű, zöldséget termő kertyei hasznosak, legelője alkalmatos, piatza Galgóczon, fája nints sem tűzre, sem pedig épűletre, Vágvize gyakran károsíttya határját, második osztálybéli."
Fényes Elek szerint: „Ratnócz, tót falu, Nyitra vmegyében, a Vágh bal partján, Pőstyénhez 1 órányira: 108 kath., 8 zsidó lak. F. u. többen. Ut. p. Galgócz."
Nyitra vármegye monográfiája szerint: „Ratnócz, a Vág balpartján, Pöstyéntől délre fekvő tót község, 432 r. kath. vallásu lakossal. Posta-, táviró- és vasúti állomása Pöstyén. Kath. temploma 1726-ban épült. Földesura gróf Desasse János volt. A XII. század elején „Ranic" néven, a XIII. század közepén pedig „Ratun" elnevezéssel, mint nyitrai várbirtokot említik."
A trianoni békeszerződésig Nyitra vármegye Pöstyéni járásához tartozott.

## Népessége
| Év:            | 1994. | 2004.   | 2014.   | 2024.   |
| -------------- | ----- | ------- | ------- | ------- |
| Emberek száma: | 960   | 950     | 1027    | 1074    |
| Eltérés:       |       | -1,04 % | +8,10 % | +4,57 % |

| Év:            | 2023. | 2024.   |
| -------------- | ----- | ------- |
| Emberek száma: | 1082  | 1074    |
| Eltérés:       |       | -0,73 % |

1910-ben 510, túlnyomórészt szlovák lakosa volt.
2001-ben 915 lakosából 908 szlovák volt.
2011-ben 1019 lakosából 966 szlovák.

## Nevezetességei
- Antiochiai Szent Margit tiszteletére szentelt, római katolikus templomát 1320-ban építették. Koragótikus, egyhajós építmény. Tornyát 1659-ben újjáépítették.

## Külső hivatkozások
- Községinfó
- Ratnóc Szlovákia térképén
- E-obce.sk Archiválva 2008. június 8-i dátummal a Wayback Machine-ben